# Antiguo malayalam
Antiguo malayalam o antiguo malabar es el lenguaje de inscripción encontrado en Kerala desde c. 9 al c. Siglo XIII d. C., siendo la forma más antigua atestiguada de malabar. El idioma se empleó en varios registros y transacciones oficiales (a nivel de los reyes Chera Perumal así como en los templos de las aldeas de casta superior). El antiguo malayalam se escribió principalmente en escritura Vatteluttu (con caracteres Pallava/Southern Grantha). La mayoría de las inscripciones se encontraron en los distritos del norte de Kerala , aquellos que se encuentran adyacentes a Tulu Nadu. El origen del calendario malayalam se remonta al año 825 d. C.
Los eruditos a veces cuestionan la existencia del antiguo malayalam. Consideran el lenguaje de inscripción Chera Perumal como un dialecto divergente o una variedad del tamil contemporáneo.

## Diferencias con el tamil contemporáneo
Aunque el antiguo malayalam se parece mucho al tamil contemporáneo, también muestra nuevos rasgos característicos. Las principales diferencias entre el antiguo malayalam (el lenguaje de inscripción Chera Perumal) y el tamil inscrito/literario contemporáneo del país oriental son:
- Nasalización de sonidos adyacentes.
- Retención de sonidos palatinos en lugar de fusión con sonidos dentales.
- Racimos nasales+plosivos convirtiéndose en nasales+nasales
- Contracción de vocales
- Rechazo de verbos de género.

Los eruditos todavía describían el antiguo malayalam como "tamil", también "mala-nattu tamil" (un "desya-bhasa").

## Otras lecturas
- Dr. K. Ayyappa Panicker (2006). A Short History of Malayalam Literature. Thiruvananthapuram: Department of Information and Public Relations, Kerala.
- Menon, A. Sreedhara (2007). A Survey of Kerala History. DC Books. ISBN 9788126415786.
- Mathrubhumi Yearbook Plus - 2019 (Malayalam edición). Kozhikode: P. V. Chandran, Managing Editor, Mathrubhumi Printing & Publishing Company Limited, Kozhikode. 2018.